# Lars-Börje Eriksson
Lars-Börje Eriksson, né le 21 octobre 1966 à Stockholm, est un ancien skieur alpin suédois, originaire d'Aare.

## Palmarès

### Jeux Olympiques
| Épreuve / Édition | Calgary 1988 |
| Descente          | 27e          |
| Super G           | Bronze       |
| Combiné           | DNF          |

### Championnats du monde
| Épreuve / Édition | Crans-Montana 1987 | Vail 1989 |
| Super G           |                    | 7e        |
| Slalom Géant      |                    | 11e       |
| Combiné           | 9e                 | 12e       |

### Coupe du monde
- Meilleur classement final: 8e en 1990
- 2 victoires : 1 en Super-G et 1 Slalom Géant.

### Différents classements en Coupe du monde
| Année/Classement | Année/Classement | Général | Général | Descente | Descente | Géant  | Géant  | Super-G | Super-G | Combiné | Combiné |
| ---------------- | ---------------- | ------- | ------- | -------- | -------- | ------ | ------ | ------- | ------- | ------- | ------- |
| Année/Classement | Année/Classement | Class.  | Points  | Class.   | Points   | Class. | Points | Class.  | Points  | Class.  | Points  |
| 1988             | 1988             | 30e     | 46      | 22e      | 22       | -      | -      | 13e     | 15      | 11e     | 9       |
| 1989             | 1989             | 11e     | 102     | 34e      | 2        | 10e    | 38     | 2e      | 51      | 13e     | 11      |
| 1990             | 1990             | 8e      | 121     | 35e      | 4        | 5e     | 56     | 3e      | 61      | -       | -       |
| 1991             | 1991             | 55e     | 17      | -        | -        | 24e    | 11     | 23e     | 6       | -       | -       |

#### Détails des victoires
| Édition / Épreuve | Super-G | Géant   | Total |
| 1989              | Aspen   | -       | 1     |
| 1990              | -       | Thredbo | 1     |
| Total             | 1       | 1       | 2     |